# Ліза Нурден
Ліза Нурден  (швед. Lisa Nordén, 24 листопада 1984) — шведська тріатлоністка. Чемпіонка світу на олімпійській і спринтерській дистанціях. Призерка Олімпійських ігор у Лондоні.

## Досягнення
- Віцечемпіонка Олімпійських ігор (1): 2012
- Чемпіонка світу (1): 2012
- Чемпіонка світу на спринтерській дистанції (1): 2010

## Статистика
Статистика виступів на головних турнірах світового тріатлону:
| Дата | Назва турніру              | Місце | Очки (час) | Примітки |
| ---- | -------------------------- | ----- | ---------- | -------- |
| 2006 | Молодіжний чемпіонат світу | 5     | 02:09:48   |          |
|      | Кубок світу                | ?     |            |          |
| 2007 | Молодіжний чемпіонат світу | 1     | 02:01:24   |          |
|      | Кубок світу                | 34    | 61         | [ 1 ]    |
| 2008 | Чемпіонат світу            | 20    | 02:05:22   |          |
|      | Олімпійські ігри           | 18    | 02:02:26   |          |
|      | Кубок світу                | 5     | 197        | [ 2 ]    |
| 2009 | Світова серія              | 2     | 4130       | [ 3 ]    |
| 2010 | Чемпіонат світу (спринт)   | 1     | 00:58:02   |          |
|      | Чемпіонат світу (естафета) | 9     | 00:19:01   |          |
|      | Світова серія              | 3     | 3389       |          |
| 2011 | Чемпіонат світу (спринт)   | 8     | 00:59:07   |          |
|      | Чемпіонат світу (естафета) | 16    | 00:19:48   |          |
|      | Світова серія              | 9     | 2265       |          |
| 2012 | Олімпійські ігри           | 2     | 01:59:48   |          |
|      | Чемпіонат світу (естафета) | 12    |            |          |
|      | Світова серія              | 1     | 4531       |          |
| 2013 | Світова серія              | 79    | 197        |          |
| 2014 | Світова серія              | 97    | 182        |          |
| 2015 | Світова серія              | 108   | 168        |          |
| 2016 | Олімпійські ігри           | 16    | 02:00:03   |          |
|      | Світова серія              | 23    | 1515       |          |

## Галерея

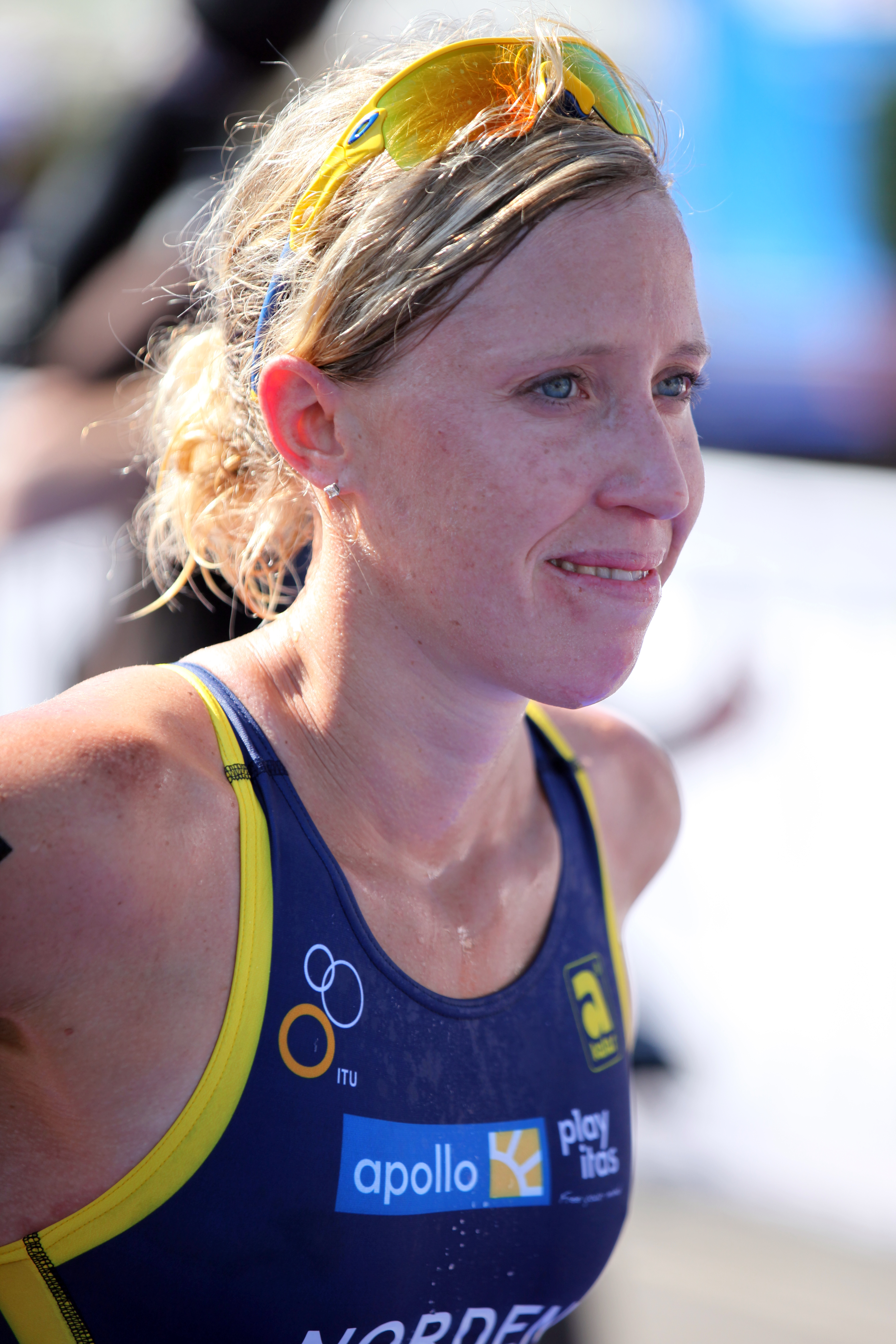
Лозанна, 2011
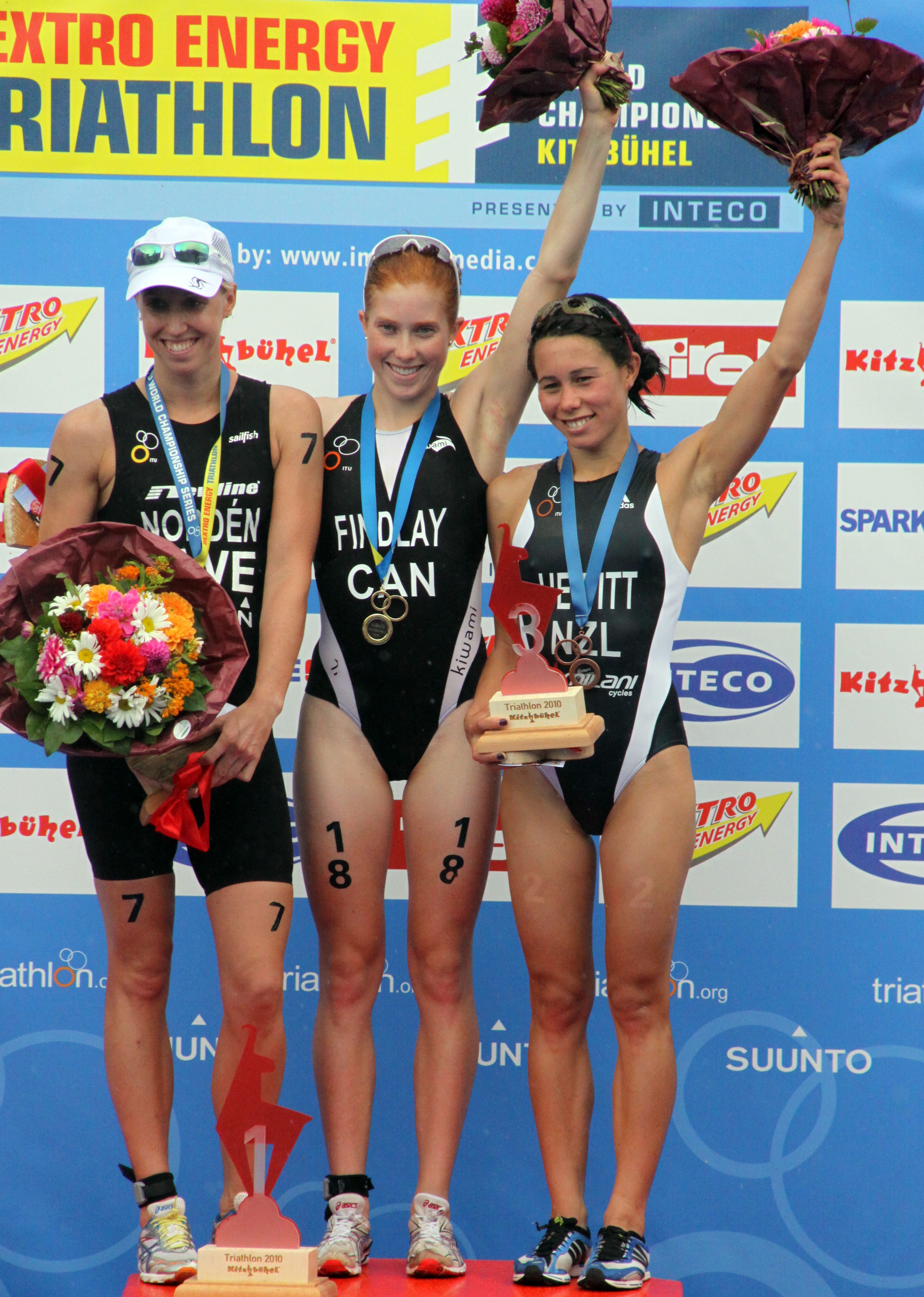
Ліза Нурден, Пола Фіндлей і Андреа Г'юїтт (Кіцбюель, 2011)
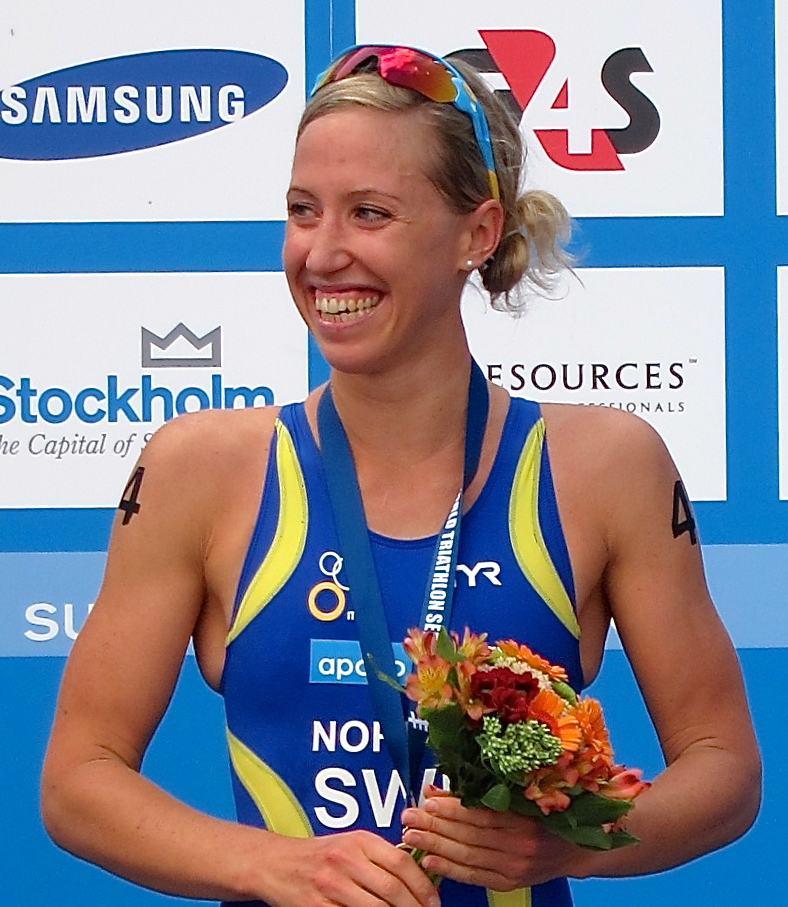
Стокгольм, 2012